# المحيدلة
المحيدلة هي إحدى القرى اللبنانية من قرى قضاء صيدا في محافظة الجنوب.